# أبيل فيري
أبيل فيري هو سياسي فرنسي، ولد في 26 مايو 1881 في الدائرة السادسة عشرة في باريس في فرنسا، وتوفي في 15 سبتمبر 1918 في أن في فرنسا. نشط حزبياً في Independent Radicals ‏. وقد انتخب وكيل وزارة (13 يونيو 1914 – 29 أكتوبر 1915) وانتخب  (4 أبريل 1909 – 15 سبتمبر 1918).